# Linha de corrente

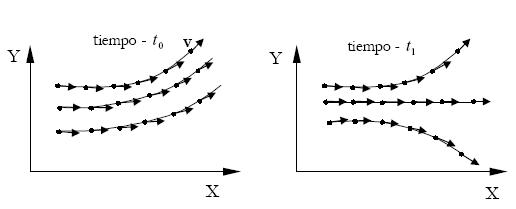
Linhas de corrente

Em mecânica de fluidos linha de corrente é uma linha contínua traçada no fluido, o lugar geométrico dos pontos, que, num mesmo instante t considerado, mantém-se tangente em todos os pontos à velocidade V. Pode também ser definido como a família de curvas que, para cada instante de tempo, são as envolventes do campo de velocidades num fluido.
A linha de corrente é correspondente diretamente à trajetória da partícula no fluido.
Em particular, a linha de corrente que se encontra em contato com o ar, num canal, duto ou tubulação se denomina linha d'água.
O conjunto de todas as linhas de corrente que passam por uma pequena curva fechada é definido como um tubo de corrente.